# Shannon Evans
Shannon Evans II (Suffolk, 19 luglio 1994) è un cestista statunitense naturalizzato guineano.